# Alberto Pariani
Alberto Pariani (ur. 27 listopada 1876 w Mediolanie, zm. 1 marca 1955 w Malcesine) – włoski generał i polityk.

## Kariera wojskowa
Był synem Idy Pariani i nieznanego ojca. W 1889 rozpoczął naukę w szkole wojskowej w Mediolanie, a od 1896 kontynuował naukę w szkole wojskowej w Modenie. Ukończył szkołę z pierwszą lokatą, w stopniu podporucznika i został skierowany do 6 pułku strzelców alpejskich. W latach 1907–1910 kształcił się w Akademii Wojskowej w Turynie. Po jej ukończeniu mianowany kapitanem pełnił służbę w 1 pułku strzelców alpejskich, a następnie był oficerem sztabowym 5 Korpusu Armijnego. W 1913 ponownie służył w 1 pułku, z którym w 1915 wyjechał na front. W 1916 brał udział w bitwie pod Asiago, odznaczając się w walkach w rejonie Pasubio. Nagrodzony medalem za męstwo wojskowe, w lutym 1917 uzyskał awans na stopień podpułkownika. Koniec wojny zastał go na stanowisku dowódcy 6 pułku strzelców alpejskich.
Na przełomie października i listopada 1918 uczestniczył w rozmowach w Padwie z przedstawicielami armii austro-węgierskiej, dotyczących warunków rozejmu. W 1919 Pariani stanął na czele włoskiej delegacji wojskowej na konferencję pokojową w Paryżu. Był odpowiedzialny za wytyczenie granicy włosko-austriackiej w Tyrolu. W roku 1920 objął stanowisko szefa sztabu generalnego armii włoskiej, które sprawował do 1924. W 1927 wyjechał do Tirany, gdzie pełnił funkcję włoskiego attaché wojskowego. Kończąc służbę w Albanii uzyskał w 1933 awans na pierwszy stopień generalski, a po powrocie do kraju objął dowództwo 11 dywizji górskiej. W 1934 objął stanowisko zastępcy szefa sztabu generalnego, a w latach 1936–1939 szefa sztabu generalnego. Przeprowadził reformę armii włoskiej, wprowadzając pojęcie „dywizji binarnej” – istniejące wcześniej dywizje trzypułkowe (divisione ternaria) przekształcano w dwu-pułkowe dywizje binarne (divisione binaria). 3 kwietnia 1939 Pariani podpisał jako szef sztabu generalnego tajny rozkaz nr. 80 określający zadania jednostek włoskich w czasie inwazji na Albanię.
Negatywnie nastawiony do przygotowania armii włoskiej do wojny (co wykazały nieudolnie prowadzone działania w Albanii), Pariani w 1939 zrezygnował ze stanowiska przekazując Mussoliniemu krytyczny raport o stanie armii włoskiej. 27 grudnia 1942 przeniesiony w stan spoczynku z uwagi na przekroczenie limitu wieku. W 1943 napisał list do Mussoliniego, w którym przedstawiał aktualną sytuację polityczno-wojskową we Włoszech. List przekonał Duce do Parianiego, który został powołany na stanowisko dowódcy sił włoskich stacjonujących w Albanii. W tym samym roku, po kapitulacji Włoch dostał się do niewoli niemieckiej. We Włoskiej Republice Socjalnej nie sprawował żadnych funkcji.
25 czerwca 1945 został aresztowany i oskarżony o udział w zbrodniach reżimu faszystowskiego. Skazany na 15 lat więzienia przebywał w więzieniu w Procida. W 1947 Sąd Specjalny w Rzymie uniewinnił Parianiego od stawianych zarzutów. W latach 1952–1955 pełnił funkcję burmistrza Malcesine. Zmarł w 1955, wkrótce po zakończeniu obrad rady miasta, którym przewodniczył. W 1956 w muzeum zamkowym w Malcesine umieszczono popiersie Parianiego, dłuta Albino Loro.
Był żonaty (w 1911 poślubił w Mediolanie swoją kuzynkę Giseldę Pariani). Małżeństwo było bezdzietne.